# 1992 (serie de televisión española)
1992 es una serie de televisión por internet española de thriller creada por Álex de la Iglesia y Jorge Guerricaechevarría para Netflix. Está producida por Pokeepsie Films y protagonizada por Fernando Valdivielso, Marian Álvarez, Paz Vega y Carlos Santos. Se estrenó en Netflix el 13 de diciembre de 2024.

## Trama
Tras la muerte de su marido en una extraña explosión, Amparo (Marian Álvarez) comienza a buscar respuestas con la única ayuda de Richi (Fernando Valdivielso), un vigilante de seguridad, ex policía y alcohólico. Mientras, los asesinatos se suceden siempre con un mismo patrón: junto al cuerpo quemado de las víctimas aparece un muñeco de Curro, la icónica mascota de la Expo'92 de Sevilla.

## Reparto

### Reparto principal
- Fernando Valdivielso como Ricardo "Richi" Zurita
- Marian Álvarez como Amparo Castaño
- Carlos Santos como Fernando Victoria
- Víctor Rivas como Encapuchado
- Álex Gadea como Álvaro García
- Gorka Lasaosa como Comisario Robledo
- Jaime Ordóñez como Esteban Palacios
- Marieta Sánchez como Rosa Fuentes
- Paz Vega como Carmen

### Reparto secundario
- Pedro Bachura como Comisario Manchado (Episodio 1 - Episodio 2)
- Carlos Manuel Díaz como Domingo Granjero (Episodio 1)
  - Guillermo Barrientos interpreta a este personaje en 1992 (Episodio 2 - Episodio 3)
- Francisco Boira como Quintas (Episodio 1 - Episodio 2; Episodio 4)
- Christian Checa como Mario (Episodio 1 - Episodio 2)
- Pepe Carrasco como Ruiz (Episodio 1 - Episodio 2; Episodio 4)
- Pepo Oliva como José Manuel Zamorano Núñez Sancristóbal (Episodio 2)
  - Darío Frías interpreta a este personaje en 1992 (Episodio 2 - Episodio 3)
- Pablo Puyol como Roberto Valcárcel en 1992 (Episodio 2 - Episodio 3)
- María Lanau como Teresa (Episodio 2)
- Luis Rallo como Corcuera (Episodio 3)
- Lucía Tejero como Curro (Episodio 3)

## Capítulos
| N.º | Título                               | Dirigido por                         | Escrito por                                                               | Fecha de lanzamiento original |
| --- | ------------------------------------ | ------------------------------------ | ------------------------------------------------------------------------- | ----------------------------- |
| 1   | «¿Te acuerdas de Curro?»             | Álex de la Iglesia                   | Álex de la Iglesia, Jorge Guerricaechevarría, Jorge Váldano y Pablo Tébar | 13 de diciembre de 2024       |
| 2   | «La España que nos dejaron»          | Álex de la Iglesia y Adolfo Martínez | Álex de la Iglesia, Jorge Guerricaechevarría, Jorge Váldano y Pablo Tébar | 13 de diciembre de 2024       |
| 3   | «Sevilla es como soñar con el cielo» | Álex de la Iglesia y Adolfo Martínez | Álex de la Iglesia, Jorge Guerricaechevarría, Jorge Váldano y Pablo Tébar | 13 de diciembre de 2024       |
| 4   | «Mirando al abismo»                  | Álex de la Iglesia y Adolfo Martínez | Álex de la Iglesia, Jorge Guerricaechevarría, Jorge Váldano y Pablo Tébar | 13 de diciembre de 2024       |
| 5   | «Eran otros tiempos»                 | Álex de la Iglesia y Adolfo Martínez | Álex de la Iglesia, Jorge Guerricaechevarría, Jorge Váldano y Pablo Tébar | 13 de diciembre de 2024       |
| 6   | «Hice lo que me pidieron»            | Álex de la Iglesia                   | Álex de la Iglesia, Jorge Guerricaechevarría, Jorge Váldano y Pablo Tébar | 13 de diciembre de 2024       |

## Producción
En abril de 2023, Netflix anunció que estaba desarrollando una serie creada por Álex de la Iglesia y Jorge Guerricaechevarría, titulada 1992, la cual estaría dirigida por de la Iglesia y escrita por Pablo Tébar y Jorge Valdano Sáenz. El rodaje de la serie comenzó en junio de 2023, con Fernando Valdivielso, Marian Álvarez, Paz Vega y Carlos Santos como protagonistas. El rodaje tuvo lugar en localizaciones de Sevilla y Madrid.

## Lanzamiento y marketing
En octubre de 2024, Netflix anunció que 1992 se estrenaría en su plataforma en algún punto de finales de 2024. El 31 de octubre de 2024, Netflix lanzó las primeras imágenes de la serie y programó su estreno en la plataforma para el 13 de diciembre de 2024.